# Nino Pirrotta
Nino Pirrotta (* 13. Juni 1908 in Palermo; † 20. Januar 1998 ebenda) war ein italienischer Musikwissenschaftler und -pädagoge.
Pirrotta studierte an den Universitäten von Palermo und Florenz (bis 1931). Sein Fachgebiet war die Musik des 14. Jahrhunderts. Mit dem Philologen Ettore Li Gotti veröffentlichte er 1935 das Buch Il Sacchetti e la Tecnica Musicale. Nach weiteren Arbeiten in den 1930er und 1940er Jahren wandte er sich auch der italienischen Ars Nova zu, zu der er Studien und Artikel sowie Quellen veröffentlichte. Später forschte er zur Florentiner Camerata sowie zur Vor- und Frühgeschichte der Oper von Angelo Poliziano bis Claudio Monteverdi. Für sein Buch Li Due Orfei erhielt er 1970 den Kinkeldey Award der American Musicological Society.
Pirrotta unterrichtete zunächst am Konservatorium von Palermo und war von 1948 bis 1956 Bibliothekar der Accademia Nazionale di Santa Cecilia in Rom. Nach einer Gastprofessur 1954 an der Princeton University war er von 1956 bis 1972 Bibliothekar und Professor für Musik an der Harvard University. Danach wurde er Professor an der Universität La Sapienza in Rom.

## Ehrungen
- 1967 wurde Pirrotta in die American Academy of Arts and Sciences gewählt.[1]
- 1987 Wahl zum korrespondierenden Mitglied der British Academy.[2]
- In Italien wurde er als Mitglied der Accademia Nazionale dei Lincei geehrt, die ihm 1983 einen Antonio-Feltrinelli-Preis verlieh.